# Liste de points extrêmes du Liechtenstein

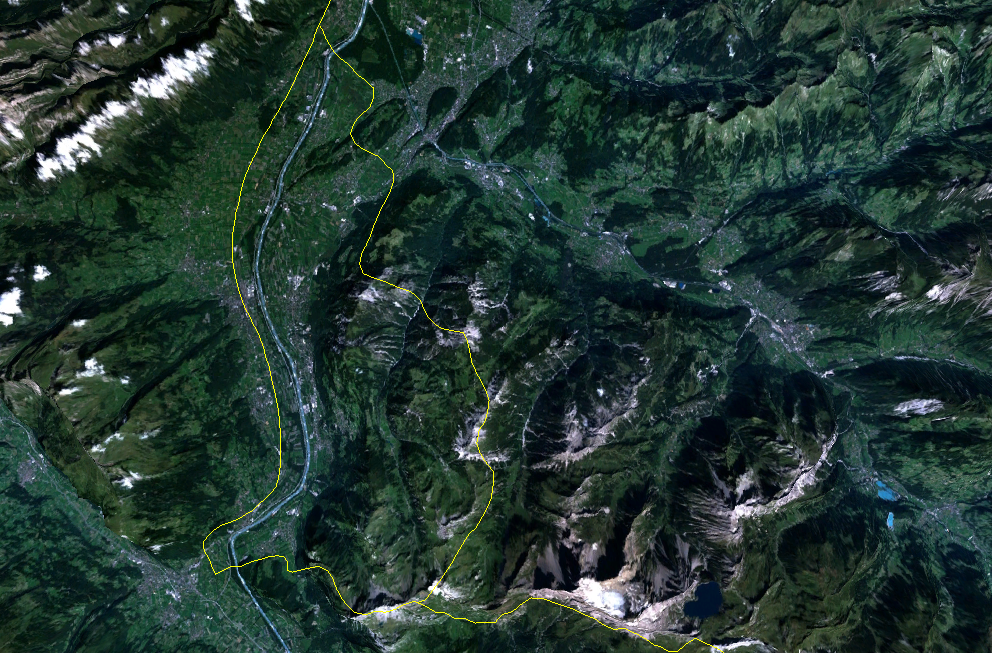
Photo satellite du Liechtenstein

Voici une liste de points extrêmes du Liechtenstein.

## Latitude et longitude
- Nord : Rhin, Ruggell (47° 16′ 15″ N, 9° 31′ 51″ E)
- Sud : sommet du Mazerakopf, Triesen, (47° 02′ 55″ N, 9° 33′ 26″ E)
- Ouest : Rhin, Balzers, (47° 03′ 46″ N, 9° 28′ 18″ E)
- Est : borne frontière 28, au-dessus de Nenzinger Himmel, Triesenberg (47° 02′ 55″ N, 9° 33′ 26″ E)

## Altitude
- Maximale : Grauspitz, 2 599 m (47° 03′ 10″ N, 9° 34′ 54″ E)
- Minimale : Bangserfeld, 429 m (47° 15′ 57″ N, 9° 32′ 14″ E)